# Dirt 3
Dirt 3 (reso graficamente come DiRT 3) è un videogioco di rally della serie Colin McRae Rally, seguito di Dirt 2, sviluppato e pubblicato da Codemasters. Comunque, il marchio "Colin McRae", assente solo nelle versioni americane di Dirt e Dirt 2, è stato rimosso da tutte le versioni di questo capitolo. Il videogioco è stato pubblicato in Europa e Nord America il 24 maggio 2011 e due giorni dopo in Australia, per le piattaforme Microsoft Windows, PlayStation 3, Xbox 360 e macOS. La versione giapponese è stata pubblicata il 25 agosto 2011.

## Modalità di gioco
La modalità principale vede il giocatore impegnato in una serie di gare che gli faranno guadagnare punti reputazione per attirare l'interesse degli sponsor, che lo ricompenseranno con nuovi veicoli messi a disposizione. Sono presenti come in Dirt 2 i flashback, che possono essere utilizzati fino a cinque volte in qualsiasi situazione problematica e presenti in ogni livello di difficoltà (a differenza del precedente gioco), ma costano punti reputazione ad ogni uso. All'interno della nuova modalità Gymkhana, i giocatori partecipano a percorsi a ostacoli e sconfiggono gli avversari facendo acrobazie che permettono loro di guadagnare molti punti. All'interno del gioco sono presenti diverse modalità festaiole, con eventi come lo scontro con obiettivi di legno, la diffusione di un'infezione zombie (outbreack) e il rubabandiera. Altre nuove modalità sono la Hardcore, dove il giocatore ha a disposizione solo la visuale dall'abitacolo ed è privo di assistente; la presenza di pioggia o neve e la possibilità di caricare direttamente su YouTube i propri replay per un massimo di 1min. La selezione delle auto presenti spazia dalle auto da rally degli anni '60 sino a quelle dei giorni nostri, passando per truck e fuoristrada delle case automobilistiche più famose.

## Accoglienza
IGN ha assegnato al gioco un voto di 8.5 e il premio Editor's Choice, elogiandone il gameplay e le funzionalità online, pur criticando alcune scelte di design. GameTrailers l'ha premiato con 9.2, lodandone gameplay e presentazione, con una critica ai limiti della funzionalità YouTube. GamesRadar ha dato al gioco un voto di 9/10, segnalando positivamente il gameplay impeccabile ma notando un leggero calo nella struttura di presentazione rispetto al titolo precedente. Official Xbox Magazine l'ha valutato 8.5/10, acclamando l'impressionante design dei veicoli e la comodità di guida, ma criticando l'insufficienza di dinamismo sulle varie superfici e la povertà della componente social.
La rivista Play Generation diede alla versione per PlayStation 3 un punteggio di 93/100, apprezzando il modello di guida realistico e spettacolare assieme alla grande varietà di prove, scenari e veicoli e come contro la fisica delle auto che appariva poco verosimile durante alcuni incidenti o fuoripista, finendo per trovare Dirt 3 un campione del suo genere grazie al suo modello di guida realistico e divertente, incrementato dall'ampio numero di modalità di gioco. La stessa testata lo classificò come uno dei quattro migliori giochi per ricoprire di fango la carrozzeria.

## Complete Edition
Il 7 marzo 2012 è uscita la Complete Edition di DiRT 3, ossia il gioco con tutti i DLC al suo interno. La versione per macOS è stata pubblicata da Feral Interactive nel gennaio 2015.